# أمير عبد العزيز رصرص
أمير عبد العزيز رصرص (ولد عام 1935 في الفالوجة، توفي في 9 سبتمبر 2021 في الخليل)، عالم دين شارك في تأسيس رابطة علماء فلسطين، وكان عضوا فيها وفي الاتحاد العالمي لعلماء المسلمين وفي مجمع بحوث آل البيت في الأردن، وفي مجلس الفتوى الأعلى في فلسطين، ودرّس في جامعة النجاح الوطنية في نابلس، وله عدة مؤلفات في الدين الإسلامي.

## حياته
ولد في الفلوجة في فلسطين ابنا للقائد عبد العزيز رصرص (العجام)، ونزح مع أسرته في حرب 1948 في مسيرة على الأقدام إلى الخليل، وشهد مجزرة الدوايمة وهو في الطريق إليها. في الخليل تلقى تعليمه المدرسي، والتحق عام 1964 بجامعة دمشق وتخرج منها عام 1967 بشهادة البكالوريوس في الشريعة، ثم نال الماجستير من جامعة الأزهر عام 1975، والدكتوراه من ذات الجامعة عام 1977. عمل مدرِّسًا في وزارة التربية والتعليم مدة 22 سنة، ثم محاضرًا في جامعة منها جامعة القدس والجامعة الإسلامية في غزة، وجامعة الخليل، وابتداءا من عام 1990 في أستاذا فلي جامعة النجاح الوطنية في نابلس، كما درّس في كلية الشريعة في أم الفحم.
تزوج من ميسر قطينة، ولهما ولدان هما أنس رصرص القيادي في حركة حماس، وحمزة، وثلاث بنات هن إيمان وباهرة وأماني.
التحق بجماعة الإخوان المسلمين في سن مبكرة، وانخرط في فعالياتها في الضفة الغربية والأردن، وأصبح من قياداتها، وشهد مرحلة إعادة إحياء نشاطاتها في الخليل بعد حرب عام 1967، وكان له نشاط في العمل العلمي المؤسساتي؛ فكان عضوا مؤسسا في رابطة علماء فلسطين، وعضوا في الاتحاد العالمي لعلماء المسلمين، وعضوا في مجمع البحوث الفكرية والإسلامية، وعضوا في مجمع بحوث آل البيت في الأردن، كما أنَّه عضو مجلس الفتوى الأعلى في فلسطين.

وقد شهد رصرص مذبحة الدوايمة، وقد وثقها في كتابه «الوجيز في تاريخ الإسلام والمسلمين» وقد اخبر شخصيا بتجربته حينها عدة مرات، وتكلم بمرارة عنها، حيث قال عنها: 
«مكثنا في سيرنا على الأقدام متوجهين نحو الخليل، وجلسنا لأخذ استراحة في مسجد بلدة بين الفالوجة والخليل تسمى الدوايمة، وذلك يوم الجمعة.. أذن المؤذن للصلاة واصطف الرجال، وخلال الصلاة، اقتحمت العصابات الصهيونية المسجد، وأطلقت الرصاص الحي من رشاشاتها والقنابل المتفجرة على المصلين، فاستشهد من استشهد ونجا من نجا». «كنت شاهدا على قتل المئات من أبناء شعبنا في الدوايمة.. رأيت بأم عيني الجثث تكسوها الدماء.. حاولت النساء الاختباء بأطفالهن في إحدى المغارات، لكن الجنود لاحقوهن فقتلوا العشرات منهن. كنا ننتظر الموت في أي لحظة، ونجحت أنا وبعض الشباب من أقاربي بالاختباء، واستغلال حلول الظلام، حدثت المذبحة الأولى ظهرا، والثانية قبل غياب الشمس بقليل، وكنا في طريقنا نحو مدينة الخليل، وشاهدت بعيني مقتل المئات من الرجال والنساء والأطفال، لقد ملأت الدماء المكان».

## وفاته
توفي يوم الخميس 9 سبتمبر 2021 ودفن في الخليل.

## مؤلفاته
ألف العشرات من المؤلفات منها:
- الأنكحة الفاسدة المنهي عنها في الشريعة الإسلامية
- فقه الأيمان والنذور
- افتراءات على الإسلام والمسلمين
- النظرية الماركسية
- فقه الكتاب والسنة «دراسة مستفيضة تتناول كل أبواب الفقه على مختلف المذاهب والآراء»
- حقوق الإنسان في الإسلام
- الإنسان في الإسلام
- نظام الأسرة في شريعة الإسلام
- نظام الإسلام
- الوطنية في ميزان الإسلام
- الفقه المقارن
- دراسات في علوم القرآن
- الغزو الفكري والتبعية الفكرية
- الفقه الجنائي في الإسلام
- إعجاز القرآن
- دراسات في الثقافة الإسلامية
- موسوعة التفسير الشامل للقرآن الكريم، طبعت في القاهرة
- موسوعة فقه الكتاب والسنة، نشرت في القاهرة
- موسوعة أصول الفقه الإسلامي
- موسوعة الوجيز في التاريخ الإسلامي